# Oemleria cerasiformis
Oemleria cerasiformis là loài thực vật có hoa trong họ Hoa hồng. Loài này được (Torr. & A. Gray ex Hook. & Arn.) J.W. Landon mô tả khoa học đầu tiên năm 1975.

## Hình ảnh

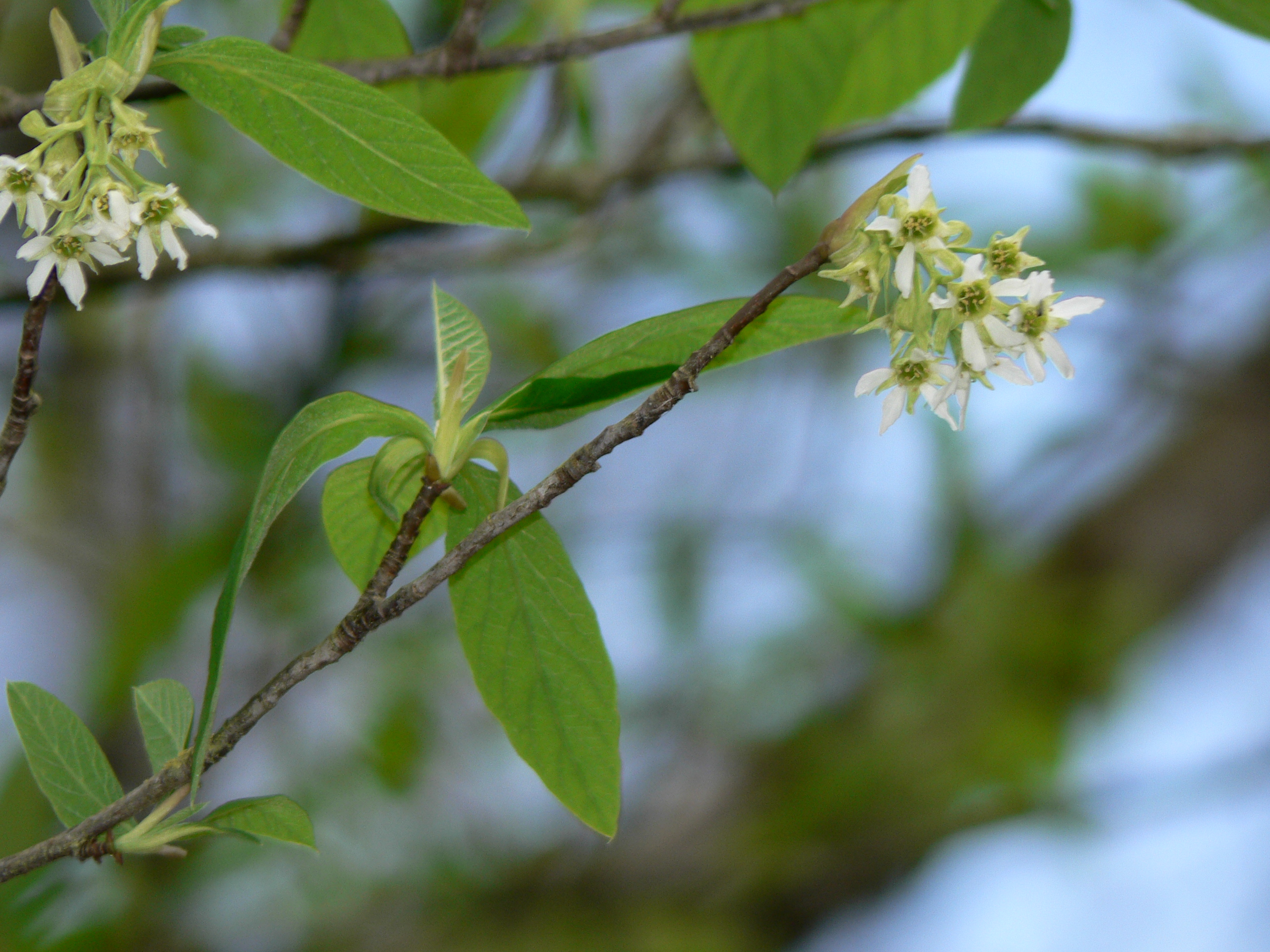
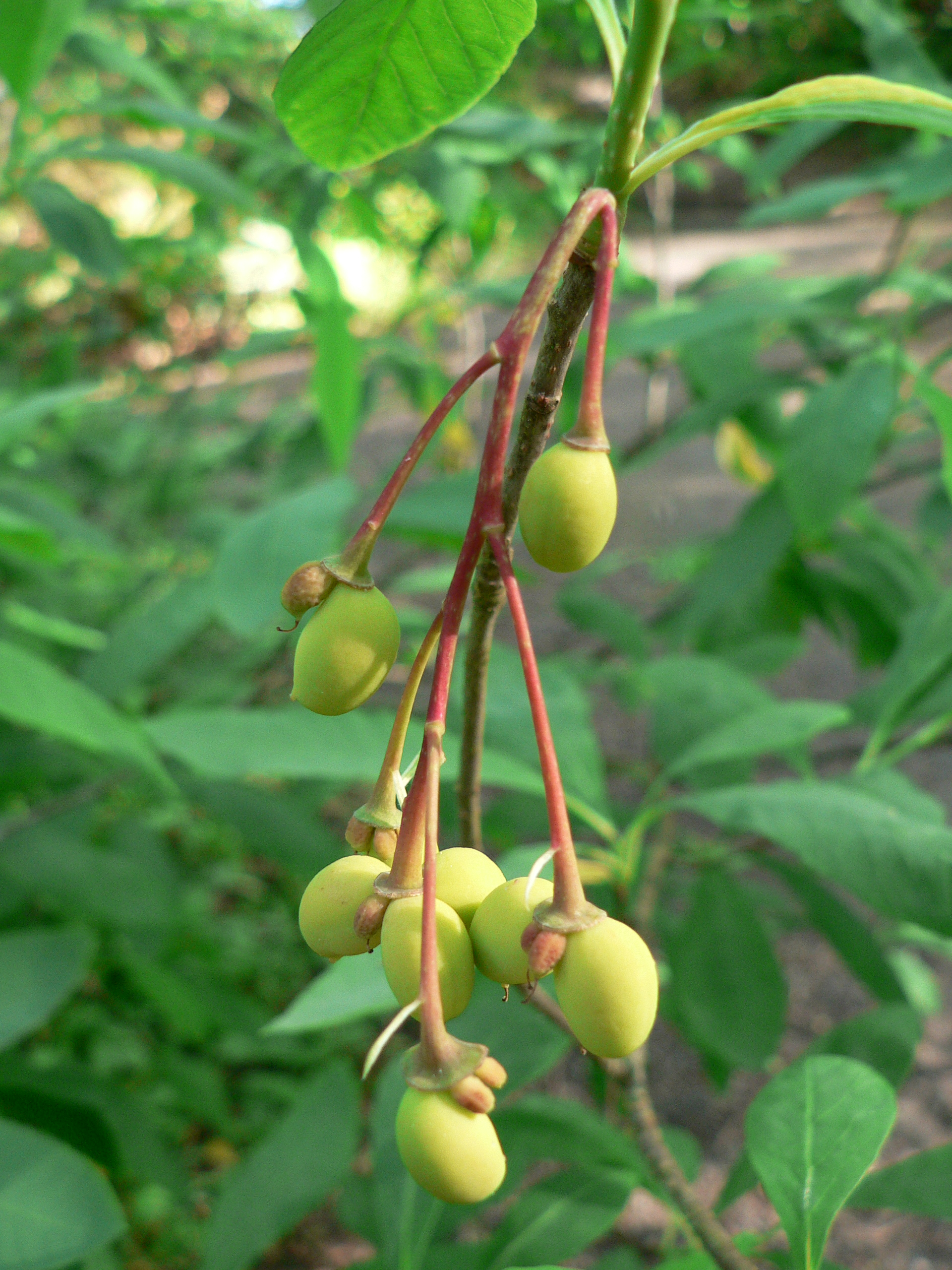
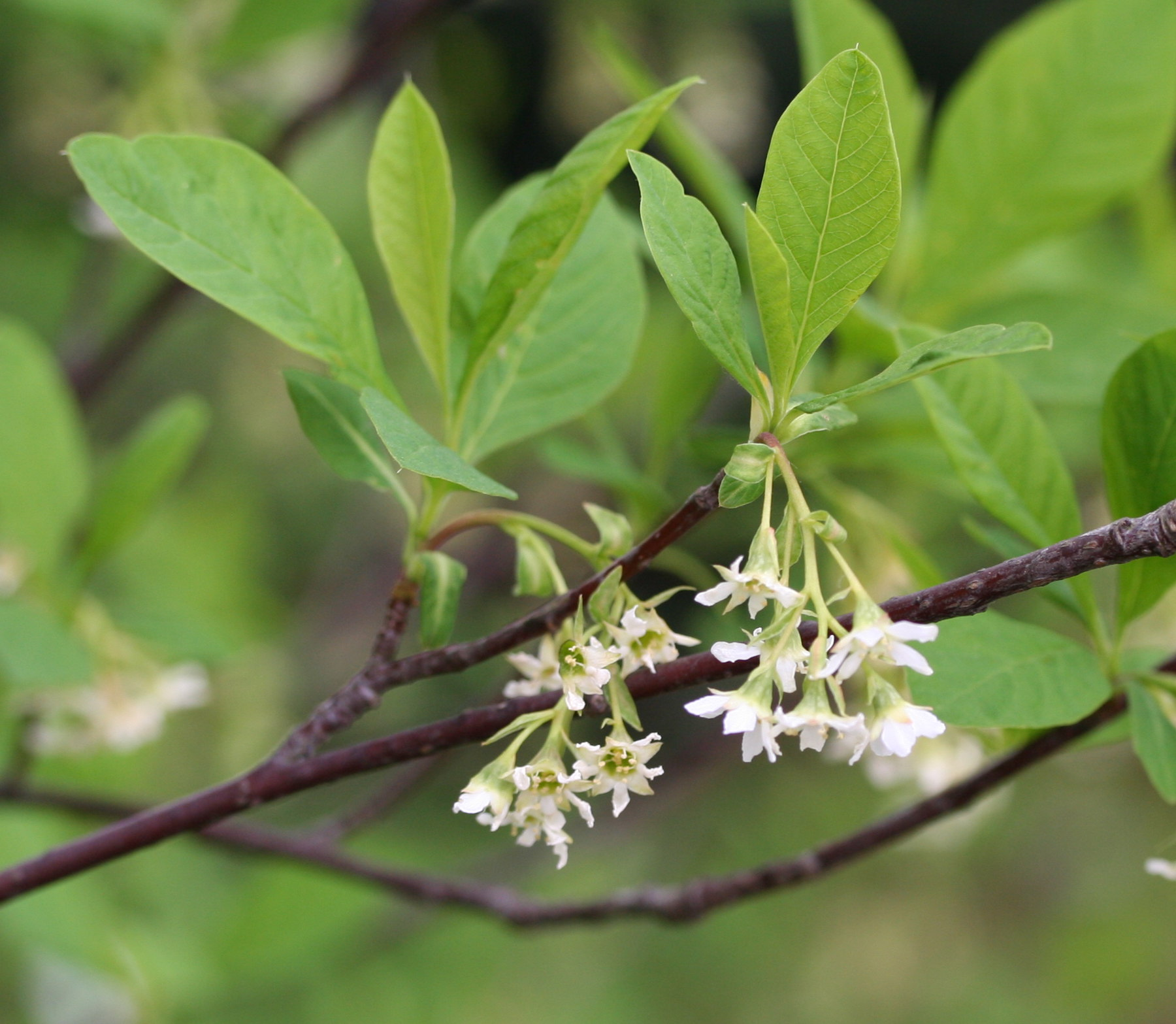
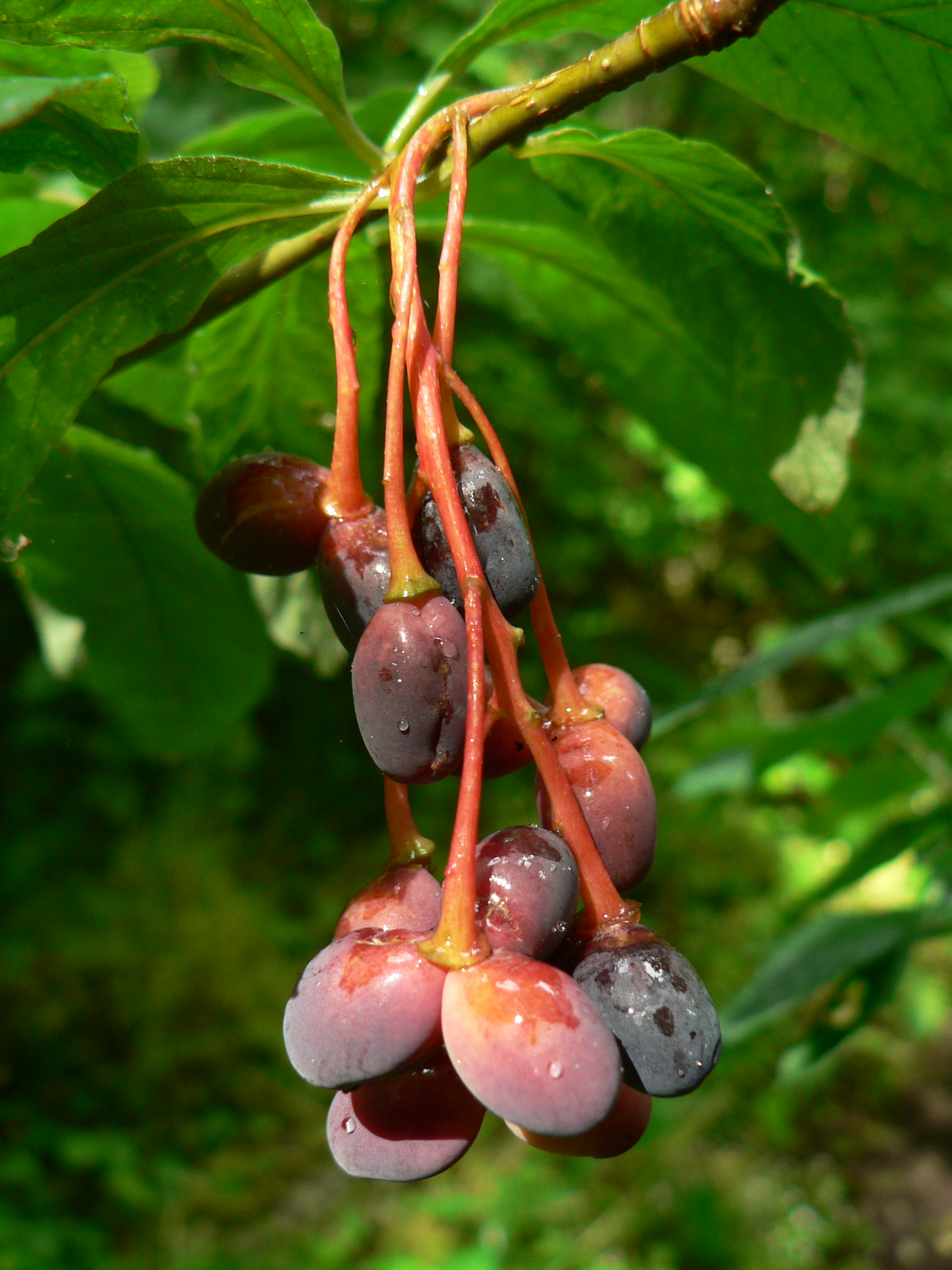